# Wieża wodna w Norymberdze
Wieża wodna (niem. Wasserturm) – gotycka baszta, znajdująca się w Norymberdze umieszczona w ciągu przedostatniego pierścienia średniowiecznych murów miejskich. Po zbudowaniu następnego pierścienia murów obronnych w XIV wieku, wieża znalazła się w środku starego miasta naprzeciwko wyspy Trödelmarkt. Wieża znajduje się nad rzeką Pegnitz przy moście Henkersteg. Nazwa pochodzi od stania wieży bezpośrednio nad rzeką. Po drugiej stronie rzeki na wyspie stoi Henkerturm.

## Źródła
- Wiltrud Fischer-Pache: Wasserturm. In: Michael Diefenbacher, Rudolf Endres (Hrsg.): Stadtlexikon Nürnberg. 2., verbesserte Auflage. W. Tümmels Verlag, Nürnberg 2000, ISBN 3-921590-69-8, S. 1159